# Sông Trí (phường)
Sông Trí là một phường thuộc tỉnh Hà Tĩnh, Việt Nam. Phường được hình thành trên cơ sở sáp nhập các phường Hưng Trí, Kỳ Trinh, xã Kỳ Châu và một phần quy mô dân số của xã Kỳ Lợi của thị xã Kỳ Anh cũ trong đợt Sáp nhập tỉnh thành Việt Nam 2025.
Phường có con Sông Trí chảy qua. 

## Địa lý
- Phía Đông giáp phường Vũng Áng
- Phía Tây giáp xã Kỳ Hoa
- Phía Nam giáp xã Kỳ Lạc và một phần giáp xã Phú Trạch (tỉnh Quảng Trị)
- Phía Bắc giáp xã Kỳ Khang và phường Hải Ninh.

## Hành chính và tên gọi
Phường Sông Trí được thành lập theo Nghị quyết số 1665/NQ-UBTVQH15 của Ủy ban Thường vụ Quốc hội Việt Nam, ban hành ngày 16 tháng 6 năm 2025. Theo đó, sắp xếp toàn bộ diện tích tự nhiên, quy mô dân số của phường Hưng Trí, phường Kỳ Trinh, xã Kỳ Châu và một phần quy mô dân số của xã Kỳ Lợi của thị xã Kỳ Anh cũ thành phường mới có tên phường Sông Trí.
Phường Sông Trí có diện tích 69,90 km2, quy mô dân số 37.314 người. Địa điểm đặt trụ sở đơn vị hành chính mới ở ủy ban nhân dân thị xã Kỳ Anh cũ.